# Brasilianska demokratiska rörelsen
Brasilianska demokratiska rörelsen, Movimento Democrático Brasileiro (MDB) är ett politiskt parti i Brasilien med rötterna i den samlade oppositionen mot den brasilianska militärregeringen 1965 - 1985.
Två partimedlemmar har fungerat som landets president, båda utan att ha valts till uppdraget i allmänna val:
Tancredo Neves utsågs efter militärjuntans fall till president men insjuknade hastigt och dog innan han hann tillträda. Vicepresidenten José Sarney fick istället axla manteln som president fram till 1990.
Landets nuvarande president Michel Temer fick också byta vicepresidentposten mot presidentposten sedan Dilma Rousseff 2016 avsatts av senaten. 
Högsta domstolen har beordrat en formell utredning av de allvarliga korruptionsanklagelser som riktats mot Temer.
I parlamentsvalet i Brasilien 2018 erövrade MDB 34 mandat i deputeradekammaren.